# Michael Theurer
Michael Theurer (ur. 12 stycznia 1967 w Tybindze) – niemiecki polityk, samorządowiec, deputowany do Parlamentu Europejskiego VII i VIII kadencji, deputowany do Bundestagu.

## Życiorys
Odbył służbę wojskową, pracował w redakcji lokalnej gazety. Od 1990 do 1995 studiował ekonomię na Uniwersytecie Eberharda Karola w Tybindze.
W pierwszej połowie lat 80. zaczął działalność w młodzieżówce Wolnej Partii Demokratycznej. W latach 1995–2009 był burmistrzem miasta Horb am Neckar, a od 2001 także posłem do landtagu Badenii-Wirtembergii.
W wyborach w 2009 uzyskał z listy FDP mandat posła do Parlamentu Europejskiego; wszedł w skład Komisji Rozwoju Regionalnego oraz grupy Porozumienia Liberałów i Demokratów na rzecz Europy. W 2014 z powodzeniem ubiegał się o reelekcję. W 2017 i 2021 był natomiast wybierany w skład Bundestagu.
W grudniu 2021 został parlamentarnym sekretarzem stanu w ministerstwie transportu i infrastruktury cyfrowej. We wrześniu 2024 objął stanowisko członka zarządu Niemieckiego Banku Federalnego.